# Arbogast der Jüngere
Arbogast der Jüngere war in den 70er Jahren des 5. Jahrhunderts n. Chr. weströmischer comes von Augusta Treverorum (dem heutigen Trier). Er übte dieses Amt wahrscheinlich bis kurz nach 480 aus.
Seine Existenz ist durch zwei Briefe sicher belegt, die zumindest einige Informationen vermitteln:
- um 475: Ein Brief von Sidonius Apollinaris, dem Bischof von Arverni (Clermont-Ferrand), an Arbogast (Epistulae 4, 17).
- um 475: Eine lobrednerische metrische Epistel des Bischofs Auspicius von Toul an Arbogast.[1]

Arbogast entstammte demnach offenbar aus einer romanisierten fränkischen Familie und war katholischer Christ; seine Mutter scheint aus einer reich begüterten gallorömischen Familie gestammt zu haben. Sein Vater Arigius stammte möglicherweise aus Trier und war dort als comes sein Vorgänger, hatte also bereits eine herausgehobene Position inne. Einer der Vorfahren des comes Arbogast war sehr wahrscheinlich der weströmische Heermeister Arbogast der Ältere. Arbogast der Jüngere war offenbar hochgebildet, was aus dem Brief des Sidonius Apollinaris hervorgeht, der in ihm einen der letzten Verteidiger des zusammenbrechenden weströmischen Reiches bzw. der römischen Kultur sah. Arbogasts Bildung und christliches Bekenntnis wird auch in der Epistel des Auspicius betont, wo knapp auf seine Vorfahren eingegangen und der comes gelobt wird.
Arbogast regierte mit Hilfe verbliebener römischer Verbände und vielleicht fränkischer foederati im mittleren Moselgebiet, also einem relativ kleinen Einflussgebiet, vielleicht unterstand aber noch Toul seiner Herrschaft, was für den politischen Zerfall Galliens am Ende der römischen Herrschaft durchaus typisch war. Er unterstand aber keinem germanischen König und führte den Titel rex nicht selbst (wie in der älteren Forschung teils angenommen), sondern erkannte wohl die Autorität des Kaisers an, wenngleich er selbständig agierte. In diesem Zusammenhang scheint er sowohl die militärische als auch die verwaltungstechnische Hoheit in diesem Raum ausgeübt zu haben. Seine Herrschaft ist als eine Übergangszeit zwischen römischer und fränkischer Herrschaft zu begreifen. In den 480er Jahren fiel Trier endgültig an die Franken, die diesen Raum schon in den Jahren zuvor bedrängt hatten. Die spätantike Kultur erlosch bald darauf.
Wahrscheinlich ist der Ende des 5. Jahrhunderts bezeugte Bischof Arbogast von Chartres mit ihm identisch. In diesem Fall hätte Arbogast, nachdem seine Stellung in Trier gegenüber den expandierenden Rheinfranken unhaltbar wurde, ein geistliches Amt angetreten.